# Fromentine
Fromentine is een klein plaatsje in de Franse gemeente La Barre-de-Monts in het Franse departement Vendée. Fromentine is een badplaats dicht bij het Île de Noirmoutier.
Fromentine kreeg wereldwijde bekendheid doordat de Ronde van Frankrijk van 2005 er startte.